# 46
46 foi um ano comum do século I que durou 365 dias. De acordo com o Calendário Juliano, o ano teve início a um sábado e terminou a um sábado. a sua letra dominical foi B.
| Ano completo                   |
| ------------------------------ |
| Ano comum com início ao sábado |

## Eventos
- Iniciam-se as obras de renovação do arquivo Tabulário, em Roma.